# Konstanty Usenko
Konstanty Usenko (ur. 1977 w Warszawie) – pisarz, publicysta, kompozytor, wokalista i klawiszowiec. Znawca rosyjskiej kultury alternatywnej. Członek zespołów Super Girl & Romantic Boys, 19 Wiosen, Najakotiva, The Leszczer’s. Syn pisarki i poetki Danuty Wawiłow oraz wykładowcy akademickiego Olega Usenko. W 1995 roku ukończył III Liceum Ogólnokształcące im. gen. Józefa Sowińskiego w Warszawie.

## Twórczość

### Literatura
- Oczami radzieckiej zabawki. Antologia radzieckiego i rosyjskiego undergroundu. (Czarne, 2012)
- Buszujący w barszczu. Kontrkultura w Rosji sto lat po rewolucji. (Czarne, 2018)
- Wykresy fal środkowej Wołgi (Czarne, 2021)

### Publicystyka
Współpracował z Lampą, dwumiesięcznikiem Nowa Europa Wschodnia, magazynem Dwutygodnik.com oraz Przekrojem. Współpracuje z Centrum Polsko-Rosyjskiego Dialogu i Porozumienia przy cyklach podcastów Federacja Lokalsów i Buszując w rosyjskiej kontrkulturze.

### Muzyka
- Nagrał trzy płyty z założonym przez siebie nowofalowym zespołem Super Girl & Romantic Boys (jako wokalista i klawiszowiec).
- W latach 2004–2009 grał na gitarze w punkowym zespole 19 Wiosen.
- Stworzył ścieżkę dźwiękową do spektaklu Kaspar Hauser w Teatrze Współczesnym w Szczecinie (we współpracy z SIKSĄ)[4]
- Przygotował muzykę do spektaklu Opowieści niemoralne w Teatrze Powszechnym w Warszawie[5]

### Inne
- Zrealizował słuchowisko Pudel. Faktomontaż (2018, we współpracy z Karoliną Maciejaszek i Michałem Januszańcem)[6]

## Nagrody
Laureat Wdechy 2018 w kategorii człowiek roku.